# Некессітас
Неке́ссітас, Нецессіта́та (лат. Necessitas) — уособлення неминучості, тотожна грецькій Ананке. За Горацієм, Некессітас іде перед Фортуною і несе в правій руці цвяхи, клини, скоби та розтоплений свинець.